# Dintenhofen
Dintenhofen ist ein Stadtteil von Ehingen im Alb-Donau-Kreis in Baden-Württemberg.
Der Weiler liegt an der Donau rund zweieinhalb Kilometer südlich von Ehingen und ist über die Landstraße 255 zu erreichen.

## Geschichte
Dintenhofen wird 1088 erstmals in einer Urkunde erwähnt. Alemannische Grabfunde wurden nördlich des Ortes an der Gemarkungsgrenze gegen Dettingen gemacht.
Im 12. Jahrhundert war Dintenhofen namengebender Sitz von vermutlich Edelfreien. Die abgegangene Burg stand auf dem Kapellenberg hinter der Kapelle.
Dintenhofen wurde 1973 mit Herbertshofen zu Ehingen eingegliedert.

## Sehenswürdigkeiten
- Kapelle[1]